# East Angus
East Angus är en stad (kommun av typen ville) och tätort (centre de population) i provinsen Québec i Kanada. Den ligger i vid Rivière Saint-François i regionen Estrie i den sydöstra delen av provinsen. Kommunen bildades 1912 då den bröts ut ur kommunen Westbury. Namnet kommer från industrimannen William Angus som startade sågverk och massafabrik i området på 1880-talet.